# Quận Hitchcock, Nebraska
Quận Hitchcock là một quận thuộc tiểu bang Nebraska, Hoa Kỳ.
Quận này được đặt tên theo. Theo điều tra dân số của Cục điều tra dân số Hoa Kỳ năm 2000, quận có dân số 3111 người. Quận lỵ đóng ở Trenton 6.

## Địa lý
Theo Cục điều tra dân số Hoa Kỳ, quận có diện tích 1861 km2, trong đó có 22 km2 là diện tích mặt nước.

### Quận giáp ranh
- Quận Red Willow, Nebraska - (đông)
- Quận Rawlins, Kansas - (nam)
- Quận Dundy, Nebraska - (tây)
- Quận Hayes, Nebraska - (bắc)
- Quận Frontier, Nebraska - (đông bắc)

## Thông tin nhân khẩu
Theo điều tra dân số 2 năm 2000, quận đã có 3.111 người, 1.287 hộ gia đình, và 899 gia đình sống trong quận này. Mật độ dân số là 4 người trên một dặm vuông (2/km ²). Có 1.675 đơn vị nhà ở với mật độ trung bình 2 trên một dặm vuông (1/km ²). Cơ cấu chủng tộc của quận gồm có 98,36% người da trắng, 0,10% da đen hay Mỹ gốc Phi, 0,29% người Mỹ bản xứ, 0,13% ở châu Á, 0,29% từ các chủng tộc khác, và 0,84% từ hai hoặc nhiều chủng tộc. 1,41% dân số là người Hispanic hay Latino thuộc một chủng tộc nào.
Có 1.287 hộ, trong đó 28,00% có trẻ em dưới 18 tuổi sống chung với họ, 61,10% là đôi vợ chồng sống với nhau, 6,40% có một chủ hộ nữ và không có chồng, và 30,10% là không gia đình. 27,40% hộ gia đình đã được tạo ra từ các cá nhân và 15,50% có người sống một mình 65 tuổi hoặc lớn tuổi hơn là người. Cỡ hộ trung bình là 2,37 và cỡ gia đình trung bình là 2,89.
Trong quận tháp tuổi dân số được trải ra với 23,80% dưới độ tuổi 18, 5,90% 18-24, 22,60% 25-44, 25,40% từ 45 đến 64, và 22,30% từ 65 tuổi trở lên người. Độ tuổi trung bình là 44 năm. Đối với mỗi 100 nữ có 95,00 nam giới. Đối với mỗi 100 nữ 18 tuổi trở lên, đã có 92,60 nam giới.
Thu nhập trung bình cho một hộ gia đình trong quận đã được 28.287 USD, và thu nhập trung bình cho một gia đình là $ 34.490. Phái nam có thu nhập trung bình $ 25.833 so với 18.879 $ cho phái nữ. Thu nhập bình quân đầu người là 14.804 $. Có 10,90% gia đình và 14,90% dân số sống dưới mức nghèo khổ, bao gồm 22,90% những người dưới 18 tuổi và 8,40% của những người 65 tuổi hoặc hơn.